# 邵逸夫
邵逸夫爵士，大紫荊勳賢，CBE（1907年11月19日—2014年1月7日），邵雍第三十三世孫，章字輩。字仁楞，以字行:62，號逸夫，人稱六叔，中華民國大陸時期及戰後香港電影及電視製作人、娛樂業大亨、慈善家。
邵逸夫出生於浙江，上世紀二十年代遠赴新加坡，協助在當地的三哥仁枚電影發行工作，於1957年移居香港後，成立邵氏兄弟（香港）有限公司，拍攝過逾千部邵氏之華語電影，另外，他亦是電視廣播有限公司（TVB，慣稱為無綫電視）創辦人之一，無綫電視主導着香港的電視行業，多年來佔據本地收視領先地位。1977年，邵獲英女王伊丽莎白二世冊封為下級勳位爵士。
他生前曾一直在致力于慈善事业，历年捐助社会公益、尤其对教育事业和科技事业。邵逸夫捐赠的教育资金遍布中国大陆，中国多家高等院校均有邵逸夫命名的“逸夫楼”。而邵逸夫晚年拨出资金，成立有东方諾貝爾獎之称的“邵逸夫奖”，表彰在教育和科研有傑出貢獻的人物。
2014年1月7日上午6時55分，邵逸夫在生前曾居住寓所清水灣大廈家中安詳辭世，據稱享嵩壽106歲。

## 早年經歷
邵逸夫據稱1907年11月19日（農曆丁未年十月十四日）出生於大清浙江省宁波府镇海县莊市朱家橋老邵村（今宁波市镇海区庄市朱家桥邵家村）一個富商家庭。

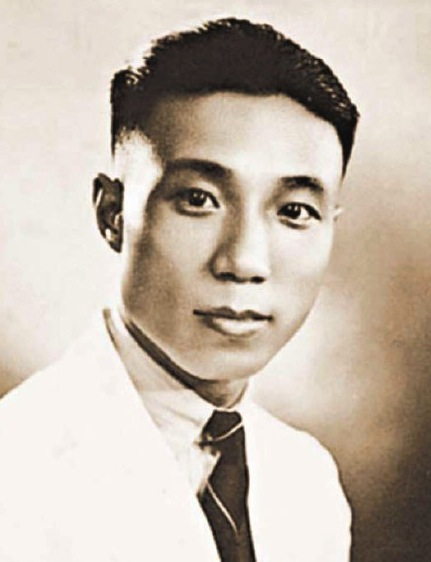
20歲（1927年）的邵逸夫

邵氏世代以商為業。其父邵行銀與當時成千上萬的寧波人一樣，於19世紀末前往日趨繁華的上海“淘金”，並於1901年設立一家頗具規模的“錦泰昌”顏料號。邵行銀不僅經營有方，生意紅火，而且同情支持孫中山的革命活動，在當時的上海工商界頗為活躍。1921年他病逝上海時，康有為、虞洽卿及曾任蘇浙總督的盧永祥、民國元老譚延闓等晚清與民國風雲人物紛紛為其題辭致哀。
邵行銀育有5男3女。邵逸夫排行第六，故舊上海時代人稱「邵老六」，到香港後尊稱「六叔」、又被称为「老六」。他早年就讀於家鄉莊市葉氏中興學校，與包玉剛、包從興、趙安中等為前後屆同學，後赴上海就學於在美國人開辦的「上海青年會英文中學」唸書時，為此練就一口流利的英語。邵家眾多的兄弟無人繼承父業，幾乎都已經加入長兄邵仁傑（1896年－1975年）在1925年上海成立的天一影片公司，助兄長開拓外埠發行。畢業後他放棄升學，全身投入電影製作。早年曾做過攝影師，通曉電影技術:62。闻名遐迩的影视公司邵氏兄弟前身──邵氏公司于1925年在新加坡成立，专注制作马来影片，而马来西亚的国宝级演员比·南利则是该公司最知名的演员。在18歲時，他已經成為攝影師。天一影片在創業首兩年發展迅速，但是所拍影片多粗制滥造、含有封建迷信色彩，被部分媒体批评。明星電影公司于是組成「六合影業公司」，群起杯葛「天一」，“凡签约六合影片的院线均不得放映天一公司影片”，1927年，邵逸夫與三哥邵仁枚便推出流動放映車。
從1928年開始，邵家三兄弟不斷收購星馬的戲院和遊樂場，組成屬於自己的院線和發行網絡，十年間開設了110間電影院、9間遊樂場和劇場。在1931年，邵逸夫赴美購買有聲電影設備，并學習當地的技術。九一八事變發生後（即1932年），因為局勢不穩，「天一影業」決定遷往香港發展。
於1938年天一影業正式改名為「南洋影片公司」，其後第二次世界大戰波及東南亞，香港、南洋地區相繼淪陷，邵氏各兄弟的電影事業大受打擊。戰後，二哥邵邨人（1898年－1973年9月18日）回港重建業務，同時間，邵逸夫與三哥邵仁枚（1901年－1985年3月2日）的新加坡電影公司「邵氏兄弟」亦重拾軌道。1954年，联合日本大映董事长永田雅一创立“东南亚电影制片人协会”，并设立“亚洲影展”评选奖项奖励亚洲杰出电影人和作品，但早期均是日本影片和邵氏公司作品垄断，也不允许中华人民共和国影片参赛。在1957年，邵逸夫回港以32萬元買下「父子公司」的清水灣地皮，興建邵氏影城，成立了「邵氏兄弟（香港）有限公司」。據其親口告訴張徹，到香港來時，擁有滙豐銀行無限額透支書:62。

## 投入電影事業
邵逸夫成立「邵氏兄弟（香港）有限公司」，隨即向當年另一對手電懋挖角，成功招攬以林黛為首的多位影星過檔邵氏。邵氏兄弟創業作是林黛主演的黃梅調電影——《貂蟬》，結果票房不俗，亦成為李翰祥導演的成名作。這套電影更在第五屆亞洲影展上囊括五大獎項，包括「最佳導演」、「最佳女主角」等。其後拍攝的黃梅調電影，例如《江山美人》等等。其中《梁山伯與祝英台》更在香港、台灣兩地屢創賣座紀錄。 
邵逸夫亦著力發掘新人，例如在1959年參與籌辦香港小姐，在1962年，邵逸夫開辦南國電影訓練班，又提拔了張徹當製作主任。張徹是編劇，實得益於邵逸夫作師父，才全面認識電影和導演工作:62。而1966年邵氏胡金銓的《大醉俠》，其後拍攝的《獨臂刀》、《天下第一拳》等都廣受歡迎，在西方世界亦具深遠的影響力，例如《標殺令》系列就參考了很多邵氏武打電影，向邵氏武打片致敬。

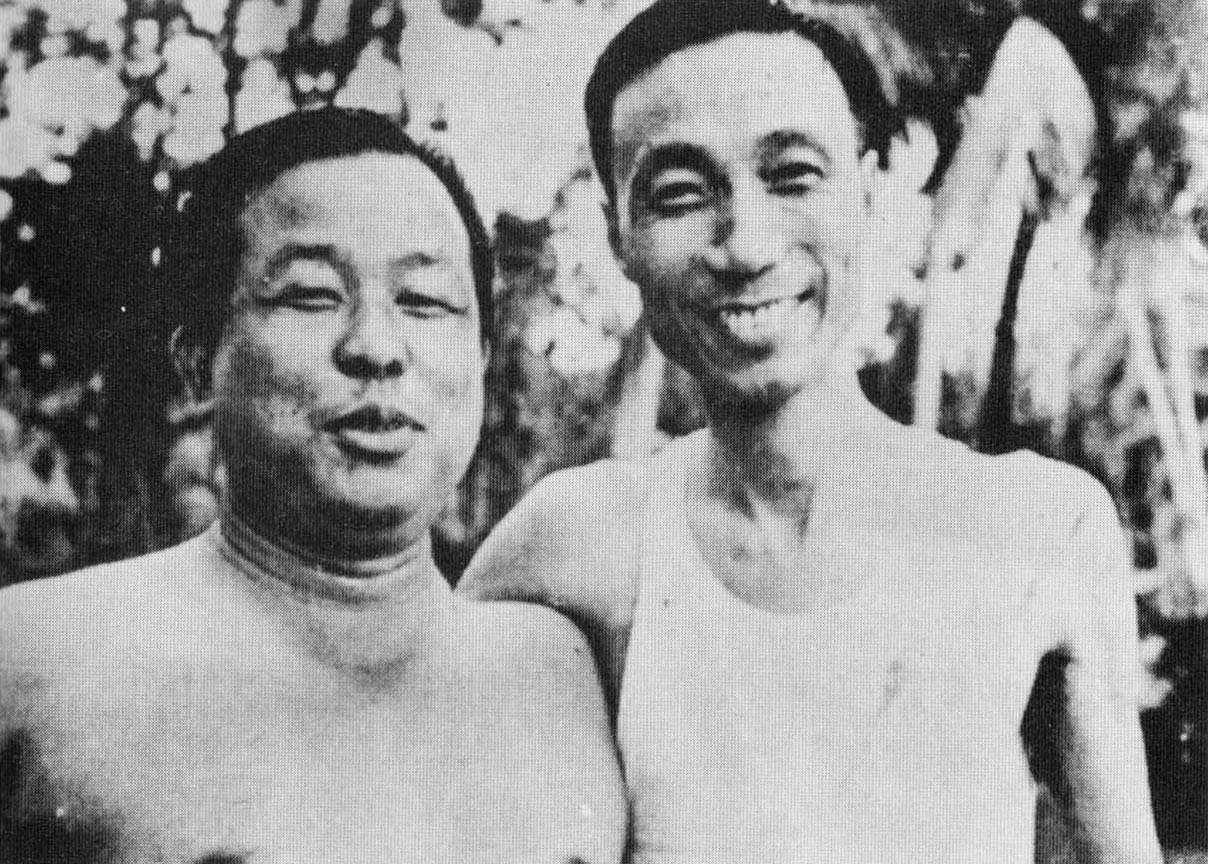
邵逸夫（右）與電影製片人賈馬魯丁·馬利克（左）合影於1955年

1971年，邵氏公司股票上市，製片量亦進入頂峰期，單一公司有如此年產量，而一向拍攝國語片的邵氏，在1973年推出《七十二家房客》，刷新票房紀錄，就重振了粵語電影的地位。同時西方的性解放運動興起，邵氏拍攝了不少艷情片，當中包括經典之作，例如《愛奴》、《金瓶雙艷》等。其實除了自製電影之外，邵逸夫亦有投資西方電影，其中1982年的黑色電影《銀翼殺手》最為經典。
到1970年代中後期起，鄒文懷另立嘉禾電影，加上1980年代新藝城的興起。邵逸夫遂決定轉投新興的電視行業。邵氏從此減產，租出或賣出院線，更將邵氏影城的地皮租予旗下無綫電視。1987年邵氏正式停產，此前邵氏共推出逾1000部電影，亦最少獲得三十個本地和國際電影獎項。停產之後，邵氏仍斷斷續續透過附屬公司投資電影，例如《審死官》、《十萬火急》，以及近期上映的《72家租客》等，但產量稀少。

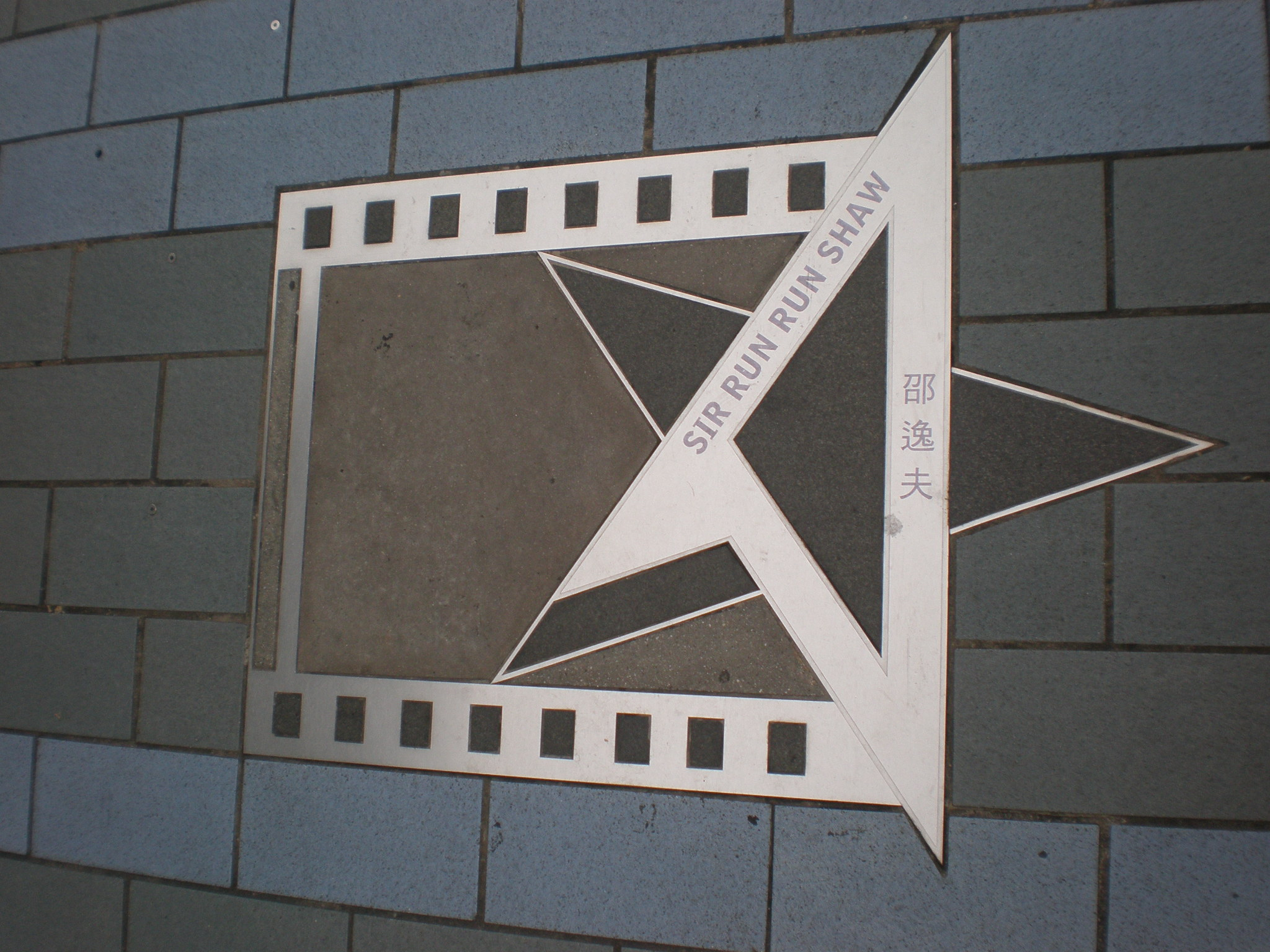
香港星光大道的邵逸夫之星
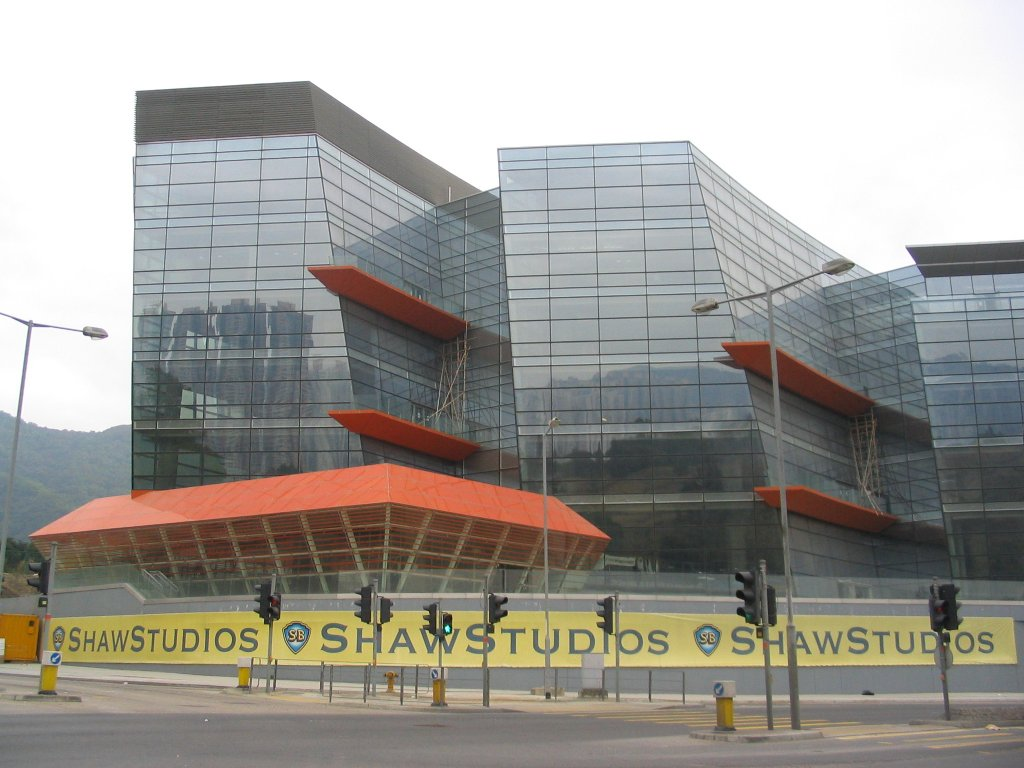
邵氏將軍澳影城（Shaw Tseung Kwan O Film Studios）
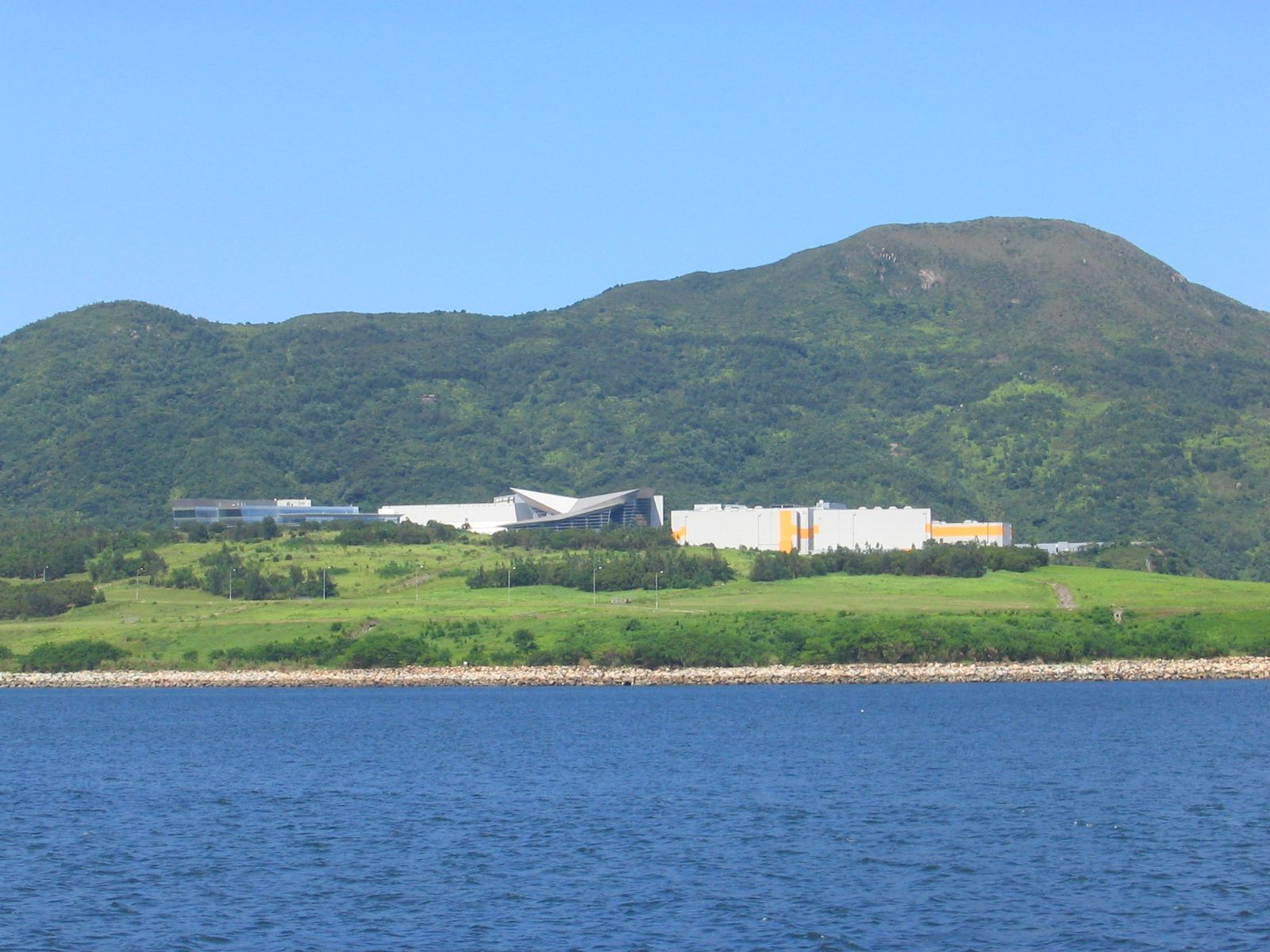
邵氏將軍澳影城全景

## 轉戰至電視行業
回溯至1965年，當時從事電影事業的邵逸夫，亦加入當時的新興行業——電視業行列，時年58歲的邵逸夫，聯同55歲的利孝和、35歲的余經緯，以及英美投資基金等人以「香港電視集團」投得香港的免費電視牌照，無綫電視於1967年11月19日（當天正是開台後為邵逸夫爵士的60歲大壽）在香港九龍塘廣播道77號的總台正式啟播，並由最大股東利孝和為主席，邵逸夫則出任常務董事。1980年，主席利孝和病逝後，英美資金又不願派人入主無綫，邵遂增持無綫股權成為最大股權，同年出任無綫電視（TVB）董事局行政主席兼委員會主席，擔任無綫的行政主席31年，直至2011年 (104歲) 轉任非執行主席，邵爵士其後於2012年（105歲）時正式退休，同年並獲無綫電視授予榮譽主席名銜。
2010年台灣智慧型手機宏達電公司董事長王雪紅（已退任非執行董事）以個人名義與香港錦興集團主席陳國強、Providence Equity Partners私募公司，聯手買下邵氏兄弟（香港）有限公司手上的香港無線電視公司26%股權，邵氏則全面退出TVB經營。邵逸夫主政期間，雖然競爭對手亞視（2016年4月1日電視牌照到期）屢次易手，但無綫的領導地位仍然保持至今，無綫亦成為市值超逾百億港元的傳媒企業。

## 晚年生活
邵逸夫曾擔任華僑永亨銀行獨立非執行董事（1973年－2001年3月29日）及上海商業銀行董事（1980年8月13日－2001年9月29日）。
2003年邵逸夫的邵氏兄弟宣佈斥1.8億美元，重新在將軍澳興建邵氏影城，在2006年局部落成，於2009年全面啟用，太太方逸華曾表示，啟用之後邵氏會再拍攝電影。
而邵逸夫如何處理無綫的股權，亦一向惹人關注。在邵逸夫售出「電視企業」的時候，就已經有傳媒指邵逸夫有意將無綫賣盤。至2006年7月25日，邵逸夫抱恙入院。三日後，無綫大股東邵氏兄弟宣佈，正洽售無綫或邵氏的股權，引起社會廻響 ，媒體相繼猜測無綫可能易主，報道指不同投資者都有意收購。但邵逸夫康復後，邵氏於11月28日己宣佈暫停洽售。雖然，邵氏自此再未有表明售股意向，但里昂証券指無綫電視已經成為私募基金的主要併購對象之一，更認為大股東邵逸夫步入百歲壽辰，市場對併購仍有憧憬。2007年5月30日，無綫表示，邵逸夫考慮退任無綫的行政主席，並將物色繼任人選。
邵逸夫中年有練功夫，到晚年改練氣功:62。邵逸夫爵士也是全球最長寿、任期时间最长的上市公司CEO。直到2009年12月31日（102岁）时方卸任電視廣播有限公司（TVB）行政主席職務，由其妻方逸華接任，但仍出任董事局非執行主席。2010年11月19日，六叔邵逸夫出席無綫43週年台慶。2012年1月1日卸任TVB非執行主席及非執行董事職務，由TVB副行政主席梁乃鵬接任行政主席。邵逸夫則獲頒授公司榮譽主席。

## 逝世
2014年1月7日上午6時55分，邵逸夫於嘉樹路清水灣大廈家中在家人陪伴下自然死亡，據稱享耆壽106歲，其葬禮只供家人出席。而香港無綫電視發表聲明，表示雖然知道終會有這件事（六叔邵逸夫爵士離世），但不會因此減少公司的傷痛和失落，無綫電視所有人員都會懷念邵逸夫，並向邵逸夫的夫人方逸華及家人，致以深切慰問。邵逸夫的喪禮於2014年1月10日在香港殯儀館舉行，隨後遺體被運往香港歌連臣角火葬場火化。邵逸夫逝世得到政府、演艺界和欧美各大媒体等多方哀悼。台湾报纸探讨邵长寿原因之一是，每晚都有家人炖半隻鸡煲汤吃即养生，连吃20年，不是即食炸鸡。

## 社會公職及慈善活動

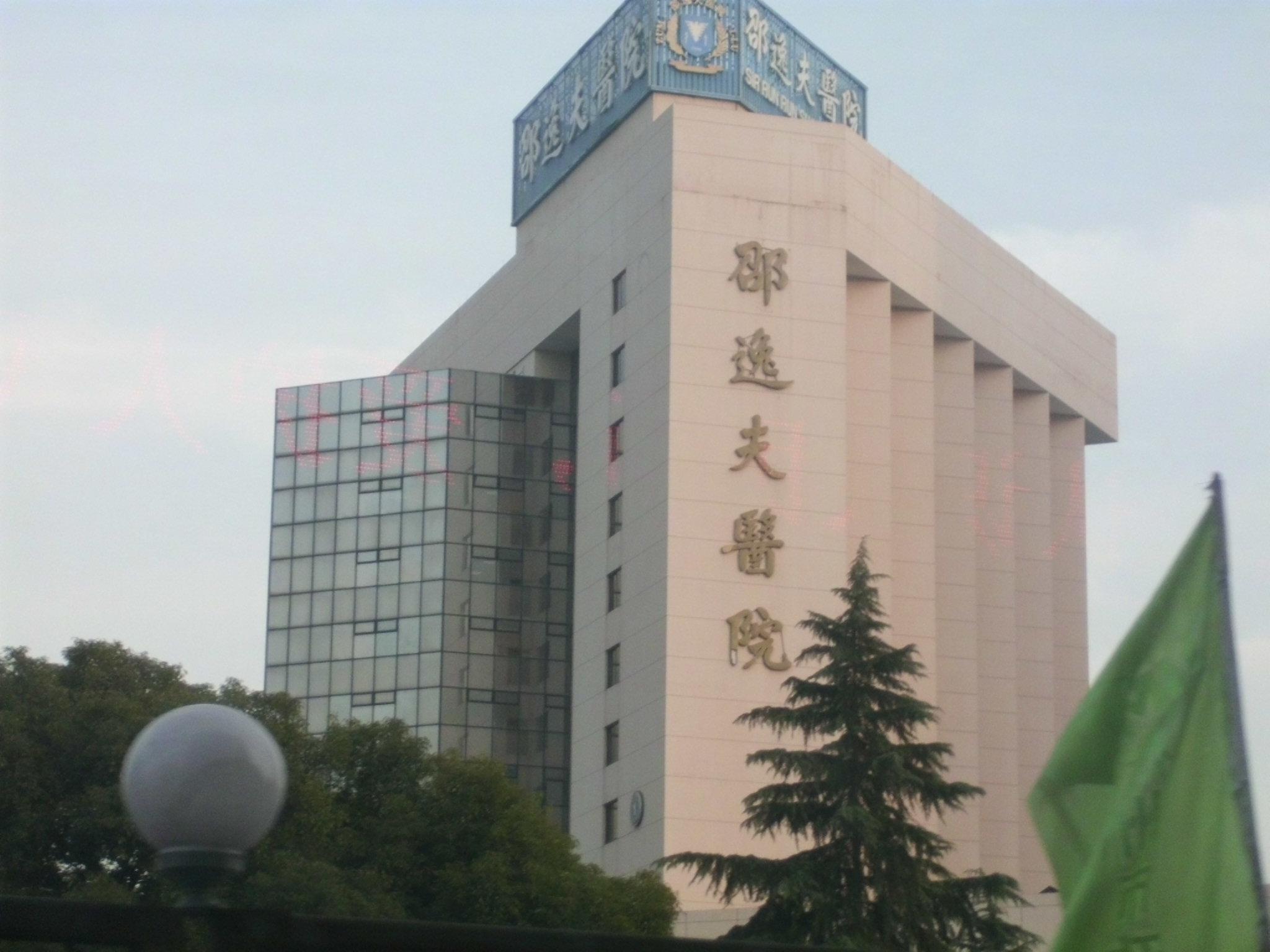
位于杭州的邵逸夫医院

邵逸夫於1975年邵逸夫成立香港邵氏基金，屢屢大額捐贈予世界各地的教育、醫療或其他福利事業。在2008年，邵逸夫就獲中華人民共和國民政部授予「中華慈善獎終身榮譽獎」，以赞扬他長期致力於慈善事業的精神。
在1980年代，邵逸夫就已經捐出1.1億港元為香港中文大學興建逸夫書院，現時香港中文大學、香港理工大學、香港大學、香港城市大學、香港浸會大學都有邵逸夫資助的建築。醫療方面，在1972年成為香港紅十字會會長，贊助該會的工作。邵逸夫1998年卸任會長之後，仍然擔任該會的副贊助人（主贊助人為香港政府）。另外，邵逸夫亦曾於1977年10月4日出資600萬助政府興建香港藝術中心，更同時倡辦香港藝術節。
自1985年開始，邵逸夫在中國內地持續捐資辦學，迄今贈款金額近47.5億港元，建設各類項目6013個。内地很多重点高校和中学都有以邵逸夫命名的建筑物，其中大陆高校首座逸夫楼于1986年诞生在华东师范大学。中國科學院在1990年，特地將他們發現的2899號小行星命名為「邵逸夫星」，以示彰表。2005年，他更成為「中華慈善大會」首批「中華慈善獎」得獎者之一。除了捐助大陸的醫療和教育外，邵逸夫亦曾於1985年出資1000萬，協助保育敦煌莫高窟壁畫。
而邵逸夫的捐獻並不局限於香港、中國大陸及新馬一帶，邵逸夫設立了獎學金計劃，資助亞洲學生攻讀歐美大學，例如美國的哈佛大學、英国的劍橋大學等。三藩市政府為嘉許他對該地的慈善貢獻，在1994年捐贈300萬英鎊給牛津大學，成立了中國研究所。
發生天災的時候，邵逸夫亦會捐助部份受影響的地區，例如在1999年捐出2500萬港幣，予臺灣南投集集大地震災區；2005年，捐出1000萬港元予南亞海嘯受災地區；2008年，就向四川地震災區捐款1億港幣，重建學校。
為了推動各地的科學研究，邵逸夫在2002年11月15日創立邵逸夫獎，第一屆於2004年9月7日舉行，每年選出世界上在數學、生命科學與醫學及天文學三方面有成就的科學家，各頒授100萬美元獎金以作表揚，而這些領域是諾貝爾獎所未涵括的。
據新華社消息，邵逸夫歷年捐助社會公益、慈善事務超過100億港元。

## 个人生活

### 家人
邵逸夫的父亲邵行银是旧上海有名的锦泰昌颜料公司的老板，经营飘染、财务等多种生意。在1910年设立了一家颇具规模的“锦泰昌”颜料号，不仅经营有方，生意红火，而且同情支持孙中山的革命活动，在当时的上海工商界颇为活跃。  
邵逸夫还在上中学时，上海剧院“笑舞台”的老板因无力还债，惟把“笑舞台”“断当”，邵玉轩遂派当律师的长子邵醉翁接收该剧院。
1923年，邵家已趋败落，所有家业中只剩下一幢房子和“笑舞台”一家剧院。邵氏兄弟毅然卖掉房子，举家搬进“笑舞台。邵家四兄弟仁杰、仁棣、仁枚、仁楞都没有继承父业，全部投身娱乐圈，并弃本名而改别号依次为醉翁、邨人、山客、逸夫。四兄弟别号均为大哥所起。邵醉翁自己是制片人兼导演，妻子陈玉梅领衔主演，老二邵邨人做编剧，老三邵山客主管发行，刚刚中学毕业的邵逸夫在片场中觅一个“伙计”之职。长兄邵醉翁由买卖电影片子到放电影，到后来独树一帜，成立“天一影片公司”，开始自己拍电影。邵氏兄弟下决心买来一部电影摄影机，1925年出品中国历史上第一部故事片《立地成佛》，该剧原是邵醉翁编导的一部话剧。
邵逸夫的发妻为黄美珍（1902年－1987年）小姐，比邵逸夫年長5歲，二人于1931年在新加坡结婚。育有两子两女，长子邵维铭（1932年1月30日－）、次女邵素雯（1934年1月19日－）、三女邵素云（1935年7月14日－）及幼子邵维钟（1939年4月1日－）。
邵逸夫與黃美珍相戀於1926年。1926年邵逸夫跟其三哥到新加坡打理电影业务，在当地的华英戏院门外邂逅黄美珍，并对她一见钟情。随后，邵逸夫经常找借口到戏院去结识黄美珍。黄美珍的男友当时是新加坡著名富豪余东璇（1877年7月23日－1941年5月11日），邵逸夫和黄美珍两人通过余东璇认识，但两人随即相爱，并有幸得到余东璇的谅解。1932年，黄美珍与邵逸夫在新加坡举行了婚礼。前男友余东璇还特意派人送来了50万元的大礼。黄美珍年长邵逸夫5岁，婚後一年（1932年），黃美珍誕下長子維銘，之後再生次女素雯、三女素雲及幼子維鍾，至今兒孫滿堂，分別在美國及新加坡定居。这段婚姻持续了55年。
第二次世界大战爆发后，邵逸夫因为“拍摄反日电影”被日本宪兵关进监狱，打得皮开肉绽。“邵氏”影院也被催毁殆尽，没有邵逸夫在身边的日子里，黄美珍一边独力苦苦支撑邵氏家业，一边想办法托关系救出邵逸夫，可谓风雨同舟，相濡以沫。1958年邵氏兄弟公司成立之後，由1975年至1982年間，邵逸夫與妻子黃美珍一直負責公司的核數工作，其後黃美珍赴美定居，1987年在洛杉磯病逝，享年85歲。
1997年5月6日，邵逸夫与方逸华于美国拉斯维加斯结婚。方逸华于1934年7月27日出生于上海，随母亲长大，早年是个红歌星，在南洋一带很受欢迎。两人在1952年邂逅，此后四十余年，方逸华一直在邵逸夫身边帮他打理邵氏和无线的日常业务。黄美珍病逝后，尽管邵逸夫和方逸华结婚在众人眼中是迟早的事，但邵逸夫面对记者的一次次追问都笑着以“没打算”为由搪塞。直至1997年，两人才在美国拉斯维加斯正式注册结婚，当时邵逸夫89岁，方逸华62岁。婚后他们原有的生活没有什么改变，不像普通夫妻那样长相厮守，邵逸夫和方逸华依旧住在各自的家，平日两人一起在电视城上班，周日方逸华才会到邵家，和“六叔”共进午餐，每次她大概逗留3小时。其实他们的居所相隔只有5分钟车程。
发妻黄美珍逝世后，邵逸夫的几个子女便陆续淡出邵氏管理层。邵逸夫的两个儿子长居新加坡，在那里打理邵氏家族名下的商厦及住宅，对父亲的影视帝国无接手的兴趣。

### 英文名的由來
邵逸夫英文名「Run Run」的由來亦有不同版本。坊間一直認為邵逸夫當年在南洋打拼，經常抱著菲林奔走於各大戲院，故取此名，有跑腿的意思；但有指這傳聞只是周潤發吹水玩笑，並不真確。 根據黃霑的《數風雲人物》引述邵逸夫的解釋，他的英文名其實是利用其表字「仁楞」的上海話發音來拼成。

## 疑問与争议

### 出生月日的疑問
邵逸夫生日歷来是各方争议话题，众说纷纭。邵逸夫身边工作人员、多年老友、各大报纸都有不同说法，甚至刊登专文“破解”邵逸夫真实生日日期。邵逸夫出生年代确切无疑，为1907年，即大清光绪三十三年，而生日則应在10月、11月间，有多种说法和猜测，包括「10月4日」、「10月14日」、「11月19日」、「11月23日」等。
为避免争议和不准确讯息，一些大报媒体如BBC、《金融时报》、《每日邮报》、《华尔街日报》，在发布邵逸夫讣告时并未如普通讣告般列出逝者具体生辰，而是只提及邵氏1907年出生，并侧重叙述邵氏传奇人生和影视功绩。美国《彭博新闻社》仅提及邵逸夫生于11月。

### 人物爭議
1970年代，西方的性解放運動興起，當時邵逸夫的邵氏電影也拍攝了不少艷情片，結果備受非議，甚至有文化工作者發表公開信，批評邵逸夫。然而時而至今，不少邵氏艷情片都被形容為經典之作，例如《愛奴》、《金瓶雙艷》等。而在邵氏電影最風光的年代，邵逸夫謝絕其合作夥伴鄒文懷之「分紅制」建議，讓他錯過了李小龍和許冠文、許冠傑兄弟等知名影星的合作機會。其時，藉藉無名的李小龍曾向邵逸夫毛遂自薦，以1萬美元每部電影的片酬開價，惜邵逸夫認為李小龍自大狂妄，大肆將片酬壓低至2500美元一部，最終李小龍改投邵氏的競爭對手——鄒文懷旗下的嘉禾電影，令邵氏錯過香港電影史上最具票房號召力的超級影星。邵逸夫亦坦誠自己只是一個生意人，在生意經營上，與其他對賺蝕錙銖必較的香港企業家別無差樣。
在經營方面，邵逸夫被指事事親力親為，喜歡掌控一切。邵逸夫被指責在打造無綫電視的策略上，建立一家獨大之地位，再利用博弈論及慣性收視之優勢，將亞洲電視等主要對手各種成功地方照跟或抄襲，以鞏固其媒體王國的不敗地位，壟斷市場。

## 歷年職務

### 無綫電視主席時期（1965年至2011年）
- 1965年-1979年：常務董事（總經理董事助理）
- 1979年-2010年：董事局執行主席（榮譽主席）
- 2010年-2011年：董事局非執行主席（董事）

## 職業
- 1972年－1998年，香港紅十字會會長
- 1973年－2001年，華僑永亨銀行獨立非執行董事
- 1974年－1988年，香港藝術節主席
- 1977年－1992年，香港中文大學校董
- 1978年－1988年，香港藝術中心董事局成員
- 1979年－2010年，電視廣播有限公司創辦人董事局榮譽主席
- 1980年－2001年，上海商業銀行董事
- 1983年－1992年，聯合書院校董會主席
- 1992年－1997年，港事顧問
- 1995年－1998年，香港特別行政區籌備委員會成員
- 1996年11月－1997年6月30日，香港特別行政區第一屆政府推選委員會成員
- 2010年－2011年，電視廣播有限公司董事局非執行主席

## 所获荣誉

### 慈善
- 2008年，中華人民共和國民政部「中華慈善獎終身榮譽獎」

### 勋章
- 1974年，大英帝國司令勳章
- 1977年，下級勳位爵士 [40]
- 1982年，皇后勳章（紅十字會）
- 1989年，比利時皇冠勳章，司令勳章
- 1991年，法國榮譽軍團勳章，法國榮譽軍團騎士勳章
- 1998年，大紫荊勳章（香港特別行政區政府）[41]

### 影视
- 1983年，香港電影金像獎終身成就獎
- 1993年，萬寶龍藝術贊助大獎[42]
- 2006年11月24日，亚太影展终身成就奖
- 2007年，香港電影金像獎世紀影壇成就大獎
- 2013年，英国电影和电视艺术学院（BAFTA）“特别贡献奖”并致敬
- 2014年，第86届奥斯卡致敬邵逸夫[43]
- 2014年4月，第33届香港電影金像獎向邵逸夫致敬[44]

### 榮譽學位
- 1980年，香港大學法學博士
- 1981年，香港中文大學社會科學博士
- 1985年，澳門東亞大學社會科學博士
- 1987年，英國薩塞克斯大學文學博士
- 1988年，香港城市理工學院理學博士
- 1989年，美國紐約州立大學石溪分校人文學博士
- 1990年，香港浸會學院榮譽文學博士
- 1991年，香港理工大學榮譽工商管理博士
- 1992年，英國牛津大學民法博士
- 1994年5月2日，浙江大学首个名誉博士学位[45]

### 其他
- 1979年，美国三藩市为表彰邵逸夫对该市的慈善贡献，将每年9月8日命名为“邵逸夫日”
- 1989年，香港艺术中心永久榮譽主席
- 1993年，宁波市“荣誉市民”
- 1994年，浙江省人民政府授予“愛鄉楷模”
- 2012年，香港电视广播有限公司荣誉主席

## 以他命名的事物

### 教學科研建築

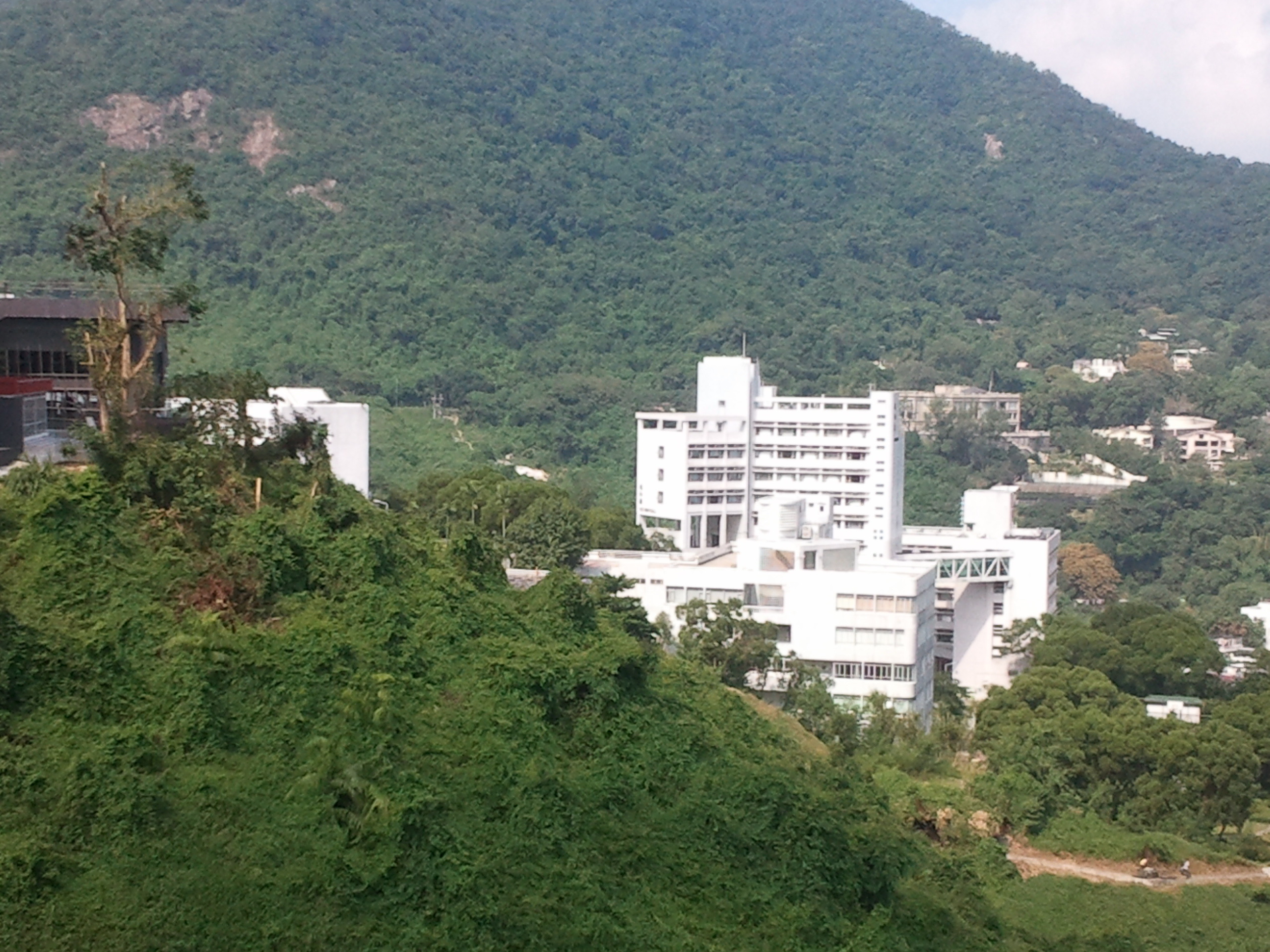
香港中文大學逸夫書院

- 邵逸夫樓、逸夫樓：獲邵逸夫爵士冠名捐助的多座教學科研建築。
- 逸夫書院：香港中文大學其中一間成員書院，獲邵逸夫爵士冠名捐助。而另一所於2014年3月在深圳落成的香港中文大學（深圳）逸夫書院，則為其生前最後一項捐款項目。
- 逸夫校園：香港浸會大學其中一個校園，獲邵逸夫爵士冠名捐助。
- 邵逸夫創意媒體中心：香港城市大學獲邵逸夫爵士冠名捐助，於2011年10月落成，是香港城市大學創意媒體學院、電腦科學系、英文系、媒體與傳播系，以及互動媒體與電算應用中心之教學大樓[46]。

### 圖書館

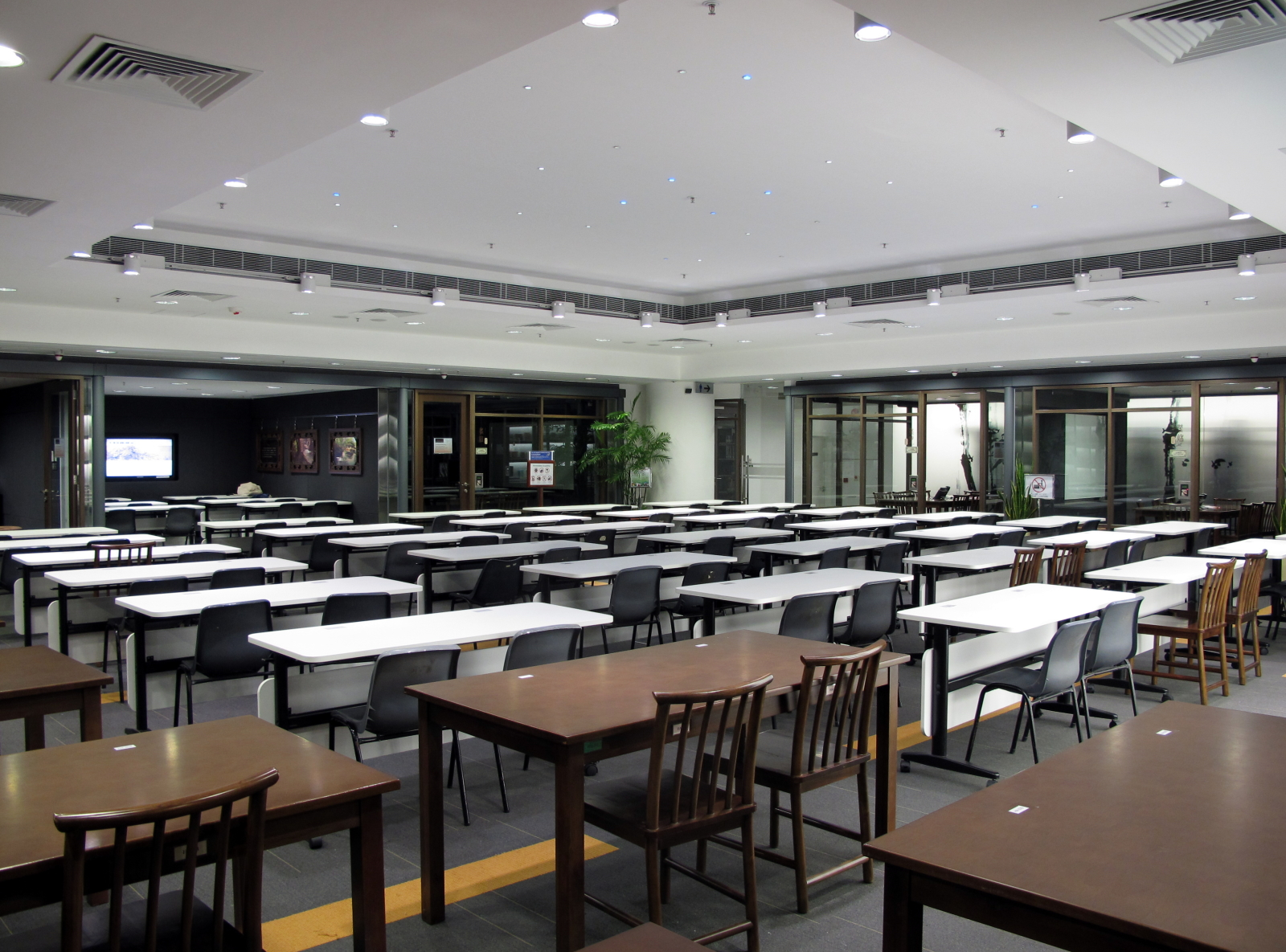
邵逸夫圖書館內部，香港九龙塘香港城市大学

- 邵逸夫圖書館：為邵逸夫於1973年以校長董事會的身分捐款50萬元港幣給蘇浙公學的圖書館。座落於香港城市大學楊建文學術樓3樓全層，該圖書館於1984年成立，並於1989年遷入九龍塘現址。1990年以他的名字命名為邵逸夫圖書館。

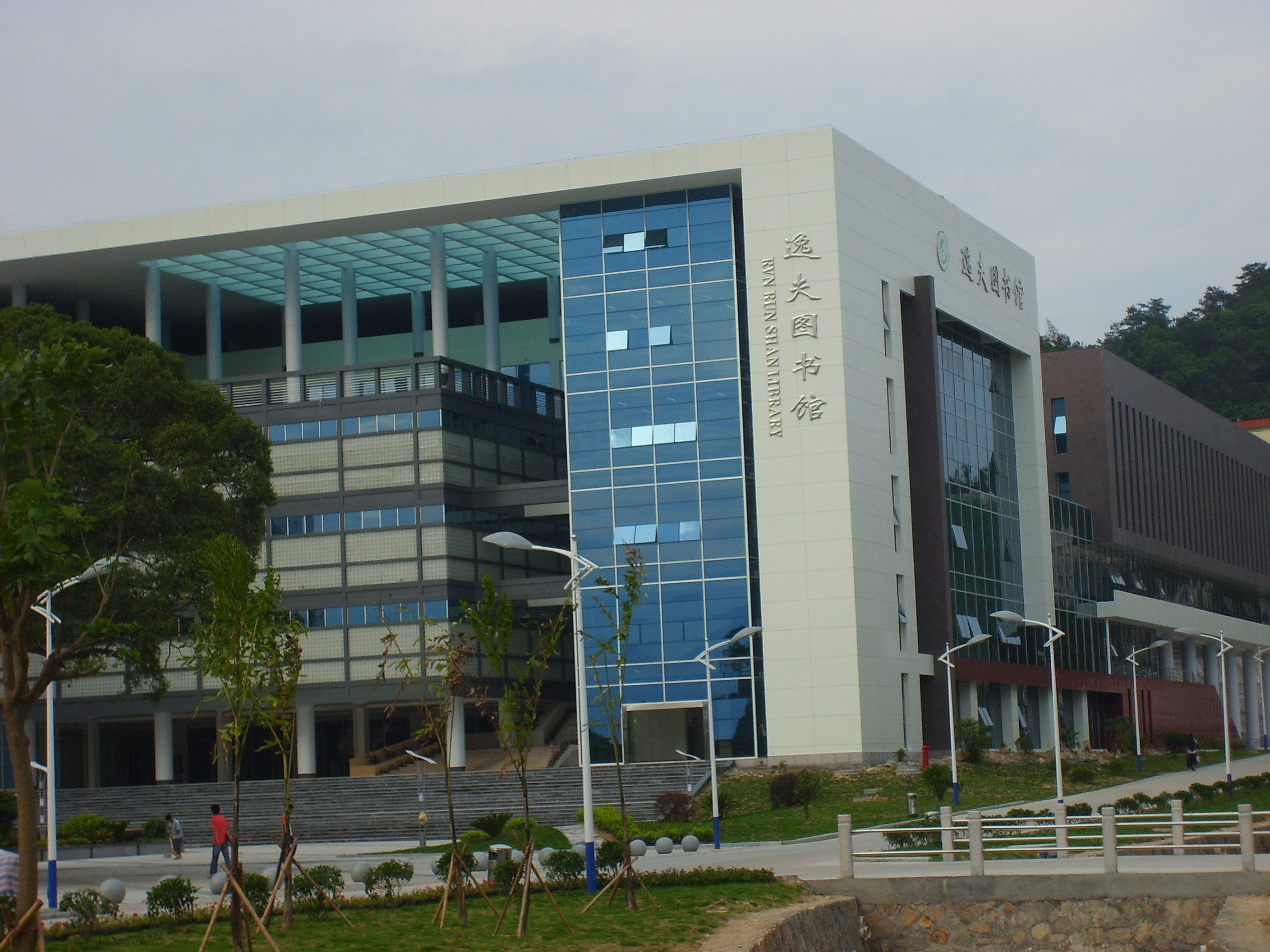
由邵逸夫基金会捐建的邵逸夫图书馆，福建農林大學

- 福建農林大學的邵逸夫图书馆：福建農林大學有一棟位於下安新區的圖書館，是2008年由邵逸夫先生委託2008年由邵逸夫基金會捐赠500万元港币所修建的圖書館。

### 医疗机构
- 浙江大学医学院附属邵逸夫医院:由邵逸夫爵士捐资、浙江省政府配套建设的三级甲等医院，成立于1994年。

### 體育館
- 邵逸夫體育館：暨南大學廣州石牌校區的體育館，也是暨南大學體育學院的辦公所在地。

### 戲劇舞台
- 逸夫舞台：中國上海的一座戲劇舞台，獲邵逸夫爵士冠名捐助。

### 科學獎項
- 邵逸夫獎：是由邵逸夫爵士於2002年11月15日創立的全球性科學獎項。

### 小行星
- 邵逸夫星：即小行星2899，1990年3月11日由中國科學院紫金山天文台發現和命名。

## 大眾文化
- 《精裝追女仔II》：1988年電影，許英秀飾演阿Sir，影射邵逸夫。
- 《影城大亨》：2000年香港亞洲電視劇集，陶大宇飾演溫月庭，影射邵逸夫。
- 《傳奇大亨》：2017年中國大陸電視劇，張翰飾演顧延枚，影射邵逸夫。

## 相关出版
- 詹幼鹏. . 天津人民出版社. 2009-01: 295. ISBN 9787201060804.[47]
- 祝春亭. . 湖北人民出版社. 2008: 263. ISBN 9787216051637.[48]

## 另見
- 邵逸夫家族
- 方逸華

## 外部連結
- 邵逸夫在互联网电影资料库（IMDb）上的資料（英文）
- 邵逸夫在香港影庫上的簡介
- 邵逸夫獎（页面存档备份，存于）
- 他的慈善王国：6000座逸夫楼的共同记忆
- 凤凰卫视《环球人物周刊》：邵逸夫（页面存档备份，存于）